# Plethodontohyla
Plethodontohyla – rodzaj płazów bezogonowych z podrodziny Cophylinae w rodzinie wąskopyskowatych (Microhylidae).

## Zasięg występowania
Rodzaj obejmuje gatunki występujące endemicznie na Madagaskarze.

## Systematyka

### Etymologia
- Plethodontohyla: gr. πληθω plēthō „być pełnym”[6]; οδους odous, οδοντος odontos „ząb”[7]; rodzaj Hyla Laurenti, 1768[2].
- Mantipus: gr. μαντις mantis, μαντεως manteōs „żaba drzewna”; πους pous, ποδος podos „stopa”[3]. Gatunek typowy: Mantipus hildebrandti Peters, 1883 (= Plethodontohyla inguinalis Boulenger, 1882).
- Phrynocara: gr. φρυνη phrunē, φρυνης phrunēs „ropucha”; καρα kara, καρατος karatos „głowa”[4]. Gatunek typowy: Phrynocara tuberatum Peters, 1883.

### Podział systematyczny
Do rodzaju należą następujące gatunki:
- Plethodontohyla alluaudi (Mocquard, 1901)
- Plethodontohyla bipunctata (Guibé, 1974)
- Plethodontohyla brevipes Boulenger, 1882
- Plethodontohyla fonetana Glaw, Köhler, Bora, Rabibisoa, Ramilijaona & Vences, 2007
- Plethodontohyla guentheri Glaw & Vences, 2007
- Plethodontohyla inguinalis Boulenger, 1882
- Plethodontohyla laevis (Boettger, 1913)
- Plethodontohyla mihanika Vences, Raxworthy, Nussbaum & Glaw, 2003
- Plethodontohyla notosticta (Günther, 1877)
- Plethodontohyla ocellata Noble & Parker, 1926
- Plethodontohyla tuberata (Peters, 1883)

oraz takson nieprzypisany do żywej lub wymarłej populacji (nomina inquirenda):
- Plethodontohyla angulifera Werner, 1903